# Michail Jefimowitsch Schdanko
Michail Jefimowitsch Schdanko (russisch Михаил Ефимович Жданко; wissenschaftliche Transliteration Michail Efimovič Ždanko, * 4. Novemberjul. / 16. November 1855greg. in Pjatigorsk; † 16. November 1921 in Petrograd) war ein russischer Marine-Offizier und  Hydrograph.

## Leben
Schdanko stammte aus einer Adelsfamilie. Er besuchte in Stawropol das klassische Gymnasium (Abschluss mit Goldmedaille) und studierte an der Kaiserlichen Universität Moskau in der Physikalisch-Mathematischen Fakultät mit Abschluss 1876.

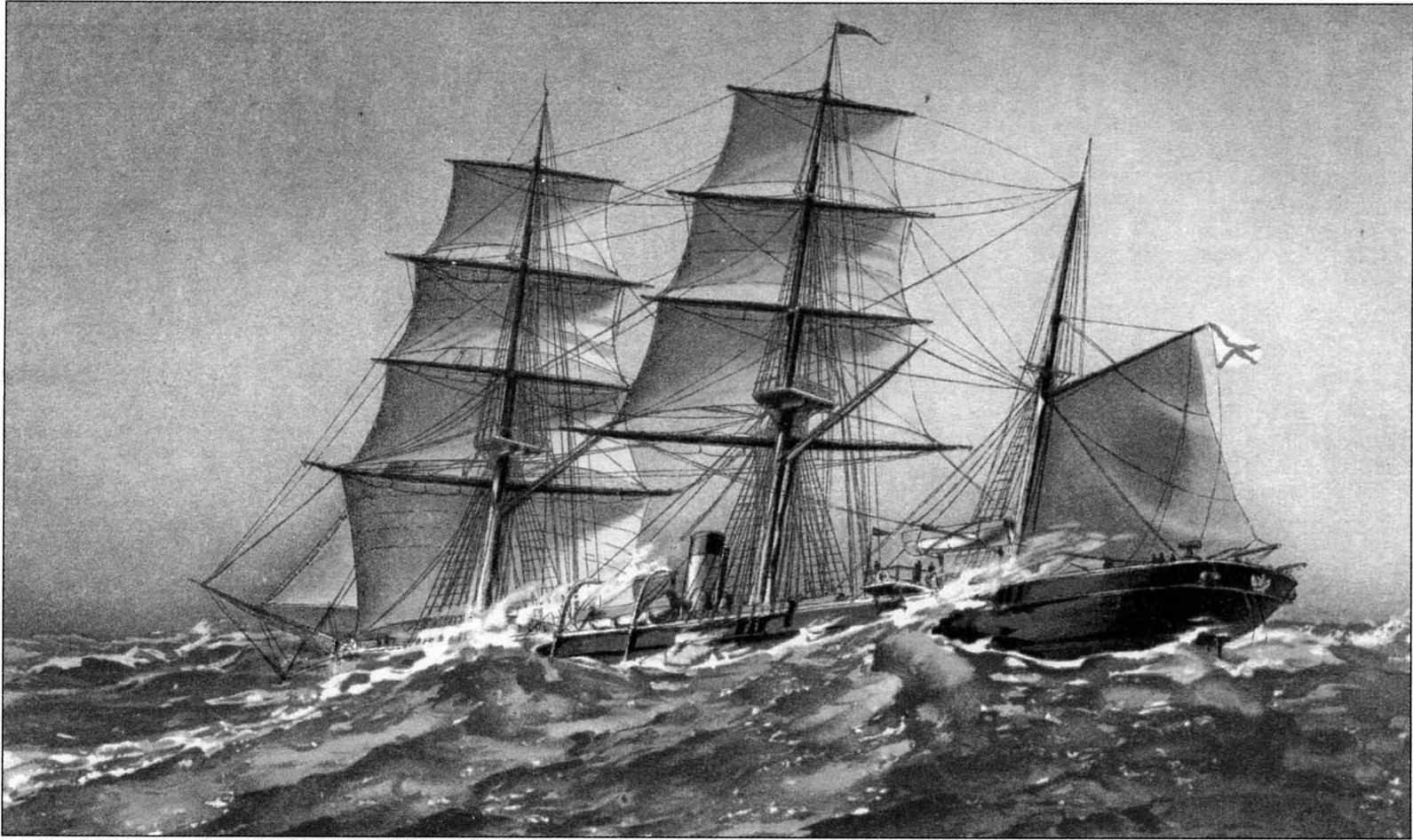
Klipper Rasboinik

Im September 1877 wurde Schdanko Junker der Flotte. Er absolvierte das Marine-Kadettenkorps (Abschluss 1879) und nahm auf dem Segel-Schrauben-Klipper Rasboinik an der Weltumsegelung 1879–1881 von Kronstadt (Russland) nach Wladiwostok um Kap Hoorn und Kap der Guten Hoffnung teil.
Ab 1886 führte Schdanko hydrographische Arbeiten auf dem Weißen Meer durch und leitete 1886–1890 die Weißmeer-Vermessung-Abteilung. Er führte Untersuchungen im Onegabusen, im Dwinabusen, in der Kandalakscha-Bucht und in deren Umgebungen durch, um die Seekarten zu präzisieren. Ebenso schickte er Expeditionen für astronomische und magnetische Mesuungen zur Murmansker Küste, zur Petschora-Mündung und nach Nowaja Semlja. Azimut-Tabellen für die hohen Breitengrade wurden erstellt, die die bekannten Burdwood-Azimut-Tabellen für gemäßigte Breitengrade ergänzten. Im April 1888 wurde er Vollmitglied der Russischen Geographischen Gesellschaft. 1896 schloss er ein Zusatzstudium an der Nikolai-Marine-Akademie in der Hydrographie-Abteilung ab.
Schdanko leitete 1898–1913 die Hydrographische Pazifik-Expedition. Dokumentiert wurden im Gelben Meer das Seegebiet der Kwantung-Halbinsel und die Yalu-Bucht. Dazu wurden das Sachalin-Fahrwasser und das Newelskoi-Fahrwasser im Tatarensund untersucht. Während des Boxeraufstands 1899–1901 war er an Kämpfen beteiligt und insbesondere am russischen Feldzug 1901. 1903 wurde er zum Oberst befördert.
Während des Russisch-Japanischen Kriegs 1904–1905 leitete Schdanko die Arbeit der hydrographischen Beobachtungsposten entlang der Küste von Nikolajewsk am Amur bis zur Grenze Koreas zur Unterstützung der Flotte und die Minenräumung in den Wasserstraßen. Ab 1908 leitete er die großflächigen hydrographischen Untersuchungen des Japanischen Meers, des Ochotschkischen Meers und der Beringsee. Er führte erste gravimetrische Messungen an den Küsten des Gelben Meers und des Japanischen Meers durch und beschäftigte sich mit der Hydrologie.
1913 wurde Schdanko Leiter der Hydrographie-Hauptverwaltung des Marine-Ministeriums als Nachfolger Andrei Wilkizkis und Mitglied der Konferenz der Nikolai-Marine-Akademie. Während seiner Amtszeit führte Boris Wilkizki eine erfolgreiche Expedition mit Entdeckung Sewernaja Semljas durch, bei der erstmals ein Flugzeug eingesetzt wurde.
Schdanko wurde nach der Februarrevolution 1917 pensioniert, nachdem die Bediensteten der Hydrographie-Hauptverwaltung wegen seiner Intoleranz gegenüber Disziplinlosigkeit ihr Misstrauen ausgesprochen hatten. Nach der Oktoberrevolution wurde Jewgeni Bjalokos zum Leiter der  Hydrographie-Hauptverwaltung gewählt. Schdanko arbeitete nun in der ständigen Polarkommission der Akademie der Wissenschaften. Er beteiligte sich an der Organisation des Russischen Hydrologie-Instituts und leitete dann die Arbeiten der Hochsee-Abteilung. Er beteiligte sich an der Vorbereitung der sowjetischen Polar-Expeditionen. Auch lehrte er an der Marine-Akademie.
Schdankos jüngerer Bruder war der General Alexander Schdanko, dessen Tochter  Jerminija Alexandrowna Schdanko auf eigenen Wunsch als Krankenschwester an der 1914 in der Nordostpassage verschollenen Brussilow-Expedition teilgenommen hatte.
Schdanko starb in Petrograd am 16. November 1921 während eines Vortrags im Wodnik-Klub. Er wurde auf dem Smolensker Friedhof in dem russisch-orthodoxen Teil begraben.
Schdankos Namen tragen ein Berg und eine Gebirgskette bei Makarow auf Sachalin, eine Bucht im Nordosten der Nowik-Bucht bei der Insel Russki und ein Kap im Norden der Patrokl-Bucht in der Peter-der-Große-Bucht des Japanischen Meers und zwei Kaps Nowaja Semljas.

## Ehrungen, Preise
- Silbermedaille der Russischen Geographischen Gesellschaft (1895)[2]
- Lütke-Goldmedaille der Russischen Geographischen Gesellschaft (1900)[1]
- Russischer Orden der Heiligen Anna I. Klasse
- Sankt-Stanislaus-Orden I. Klasse (1910)
- Orden des Heiligen Wladimir II. Klasse[2]